# I pescatori di stelle
I pescatori di stelle (Wynken, Blynken & Nod) è un film del 1938 diretto da Graham Heid. È un cortometraggio d'animazione della serie Sinfonie allegre, distribuito negli Stati Uniti dalla RKO Radio Pictures il 27 maggio 1938. Il film, considerato come un potenziale sequel di Ninna nanna (1933), è basato sulla poesia di Eugene Field Dutch Lullaby, pubblicata il 9 marzo 1889 sul Chicago Daily News. L'inizio della produzione del corto era prevista per gennaio del 1934 ma la fase di scrittura iniziò solo un anno dopo; a seguito dei numerosi ritardi causati anche dalla produzione del film Biancaneve e i sette nani (1937), I pescatori di stelle è considerato una delle Sinfonie allegre dalla gestazione più lunga insieme a La falena e la fiamma, uscito il mese prima. A partire dagli anni novanta è stato distribuito coi titoli Sognando tra le stelle e Sognando fra le stelle.

## Trama
Wynken, Blynken e Nod sono tre bambini che s'imbarcano su uno zoccolo e prendono il largo verso il cielo infinito. Si fermano a pescare tra le nuvole, ma i pesci, delle creature magnifiche e luminose come le stelle, sono più furbi di loro e così i bambini si ritrovano a bocca asciutta. Mentre si stanno spostando scoppia una tempesta piena di nuvoloni che soffiano e sbuffano contro la piccola barchetta a cui, per la violenza degli urti, si spezza l'albero maestro. I tre precipitano dal cielo e si avvicinano piano piano ad un villaggio avvolto dalle tenebre della notte e si vanno a posare sopra la testa di un bebè che dorme, scomparendo dentro di lui: in realtà i bambini erano le personificazioni dei suoi occhi e della sua testa, lo zoccolo era la sua culla e la loro avventura era un suo sogno.

## Distribuzione

### Edizione italiana
Il corto fu distribuito in Italia nel 1951, ma non è noto se fosse doppiato. L'unico doppiaggio conosciuto fu realizzato dalla Royfilm sotto la direzione di Ermavilo per l'inserimento nella VHS 3, 2, 1... è Natale!, uscita il 5 dicembre 2002. Non essendo disponibile una colonna internazionale, per il doppiaggio della canzone la musica fu sostituita da una versione sintetizzata.

### Edizioni home video

#### VHS
America del Nord
- The Disney Dream Factory: 1933-1938 (1985)

Italia
- L'asinello (1982)
- Silly Symphonies (maggio 1986)[5]
- Le fiabe volume 2: Il brutto anatroccolo e altre storie (maggio 2002)
- 3, 2, 1... è Natale! (5 dicembre 2002)[4]

#### DVD
Il cortometraggio fu distribuito in DVD-Video nel primo disco della raccolta Silly Symphonies, facente parte della collana Walt Disney Treasures e uscita in America del Nord il 4 dicembre 2001 e in Italia il 22 aprile 2004. In Italia fu incluso anche nei DVD 3, 2, 1... è Natale!, uscito il 5 dicembre 2002, e Il brutto anatroccolo e altre storie, uscito il 4 settembre 2003 come secondo volume della collana Le fiabe.

## Altri media
I tre protagonisti appaiono nella storia a fumetti di Tony Strobl Dumbo nella Via Lattea, pubblicata nel luglio 1949. Nella traduzione italiana vengono chiamati Trottolo, Pispolo e Zuzzolo.